# Партош
Партош (рум. Partoș) — село у повіті Тіміш в Румунії. Входить до складу комуни Банлок.
Село розташоване на відстані 404 км на захід від Бухареста, 47 км на південь від Тімішоари.

## Населення
За даними перепису населення 2002 року у селі проживали 406 осіб.
Національний склад населення села:
| Національність | Кількість осіб | Відсоток |
| -------------- | -------------- | -------- |
| румуни         | 252            | 62,1%    |
| угорці         | 84             | 20,7%    |
| цигани         | 66             | 16,3%    |

Рідною мовою назвали:
| Мова      | Кількість осіб | Відсоток |
| --------- | -------------- | -------- |
| румунська | 253            | 62,3%    |
| угорська  | 83             | 20,4%    |
| циганська | 67             | 16,5%    |